# Acanthocreagris pyrenaica
Espèce
Synonymes
- Ideobisium pyrenaicum Ellingsen, 1909

Acanthocreagris pyrenaica est une espèce de pseudoscorpions de la famille des Neobisiidae.

## Distribution
Cette espèce est endémique d'Occitanie en France. Elle se rencontre en Ariège.

## Description
Le mâle holotype mesure 1,86 mm.

## Systématique et taxinomie
Cette espèce a été décrite sous le protonyme Ideobisium pyrenaicum par Ellingsen en 1909. Elle est placée dans le genre Microcreagris par Beier en 1932 puis dans le genre Acanthocreagris par Mahnert en 1976.

## Étymologie
Son nom d'espèce lui a été donné en référence au lieu de sa découverte, les Pyrénées.

## Publication originale
- Ellingsen, 1909 : Contributions to the knowledge of the pseudoscorpions from material belonging to the Museo Civico in Genova. Annali del Museo Civico di Storia Naturale di Genova, sér. 3, vol. 4, p. 205-220 (texte intégral).